# Boumerdes, Tunisia
Boumerdes este un oraș în Guvernoratul Mahdia, Tunisia. În 2004 avea 11.829 de locuitori.